# Oliver Chesler
Oliver Chesler, né le 20 janvier 1970 à New York, est un producteur et DJ de musique électronique américain. Il est connu pour son style musical novateur dans le domaine des musiques techno hardcore et gabber, notamment sous les noms de The Horrorist ou DJ Skinhead. Il est le fondateur du label Things to Come Records.
Il a joué dans le monde entier, et notamment en Allemagne. Le critique de musique britannique Simon Reynolds a déclaré : « mon chanteur et producteur de musique contemporain préféré est Oliver Chesler, alias The Horrorist ».

## Biographie
Chesler est initialement repéré en 1989, habillé en punk, pendant la tournée américaine de Depeche Mode. Ce moment sera filmé pour un documentaire intitulé Depeche Mode: 101 (1989), réalisé par D.A. Pennebaker,. Dès 1994, ses premiers EP sortent sous le nom de DJ Skinhead et sont orientés techno hardcore et gabber.
L'album Manic Panic (sous The Horrorist), publié en 2001, contient certaines compositions qui reflètent certains aspects de la vie à New York, ou certaines métropoles de l'ouest. L'album regroupe ce qui semblerait être des compositions d'Oliver Chesler (sous le nom The Horrorist), menant presque à un album autobiographique. Le 30 août 2004, l'album est réédité par Out of Line Music avec un disque bonus contenant neuf pistes additionnelles. La réédition de l'album atteint le Deutsche Alternative Chart le 1er octobre 2004. Il comprend quatre singles : One Night in NYC, Flesh is the Fever, The Virus et Mission Ecstasy.
One Night in NYC (1996) décrit les expériences vécues par une innocente fille des banlieues lors d'une nuit à New York. Il s'agit d'un morceau downbeat oppressant, et ce qui est décrit dans les paroles, peut arriver à tout moment. Le single est classé premier des Deutsche Dance Charts la première semaine de janvier 2001. Le magazine britannique MixMag décrit One Night in NYC en ces termes : « Les grosses productions demandent votre attention... détestez ou aimez, mais il n'y a qu'en écoutant qu'on le sait. » Plusieurs singles remixes du morceau sont publiés comme chez Warner Music, Sony Music Entertainment, Superstar Recordings, CLR Recordings, A1 Records, et Captivating Sounds. Certains remixeurs sont Chris Liebing, Pascal FEOS, Ricardo Villalobos et Orlando Voorn. Warner Music fera appel aux services de la société Oktonet pour produire le clip, qui est réalisé par Nils Tim et tourné à New York au club Limelight, et avec des performances filmées à Francfort , en Allemagne, au nightclub U60311. Pour plusieurs semaines, le clip est diffusé sur MTV et VIVA en Allemagne et aux Pays-Bas. Le 10 février 2002 The New Zealand Herald explique la manière dont la Broadcasting Standards Authority a banni le clip qui devait être diffusé sur TVNZ (Television New Zealand). Dans l'histoire, un homme nommé Rod Valenta dira que « c'est complètement inacceptable de voir ça à la télévision, en particulier pendant les weekends où les enfants peuvent voir ces horreurs. »
Le 18 mai 2016, Chesler revient sous le nom de The Horrorist avec un single intitulé Here Comes the Whip. En début septembre 2017, il est annoncé en Allemagne le 22 septembre, aux Pays-Bas le 23 décembre, et en Belgique le 7 octobre pour le Darkmind Fest.

## Discographie
- 1994 : Extreme Terror (The Temper Tantrum Mixes) - DJ Skinhead
- 1996 : DJ Skinhead III - DJ Skinhead
- 1996 : The Horrorist - One Night in New York City (vinyle)
- 1997 : The Horrorist - Run For Your Life (vinyle)
- 1998 : The Horrorist - Sex Machine (vinyle)
- 2000 : Extreme Terror (Remixes) - DJ Skinhead
- 2001 : The Horrorist - Manic Panic (CD)
- 2001 : The Horrorist - The Virus
- 2004 : Extreme Terror - DJ Skinhead
- 2005 : The Ultimate Cumshot - DJ Skinhead
- The Horrorist - Manic Panic (double-album)
- The Horrorist - Wire to the Ear (vinyle)
- The Horrorist - Attack Decay (album)
- The Horrorist - Metal Man
- 2018 : Nathaniel - The Street Smell of Blood (The Horrorist Remix) (RDN. Records)